# Латіано
Латіано (італ. Latiano, сиц. Latianu) — муніципалітет в Італії, у регіоні Апулія, провінція Бриндізі.
Латіано розташоване на відстані близько 470 км на схід від Рима, 100 км на південний схід від Барі, 22 км на південний захід від Бриндізі.
Населення — 14 810 осіб (2014).
Щорічний фестиваль відбувається 20 липня. Покровитель — Маргарита Антіохійська.

## Демографія
Населення за роками:

Станом на 1 січня 2023 року в муніципалітеті офіційно проживали 432 іноземці з 35 країн, серед них 57 громадян країн Євросоюзу та 1 громадянин України.

## Сусідні муніципалітети
- Бриндізі
- Франкавілла-Фонтана
- Мезаньє
- Орія
- Сан-Мікеле-Салентино
- Сан-Віто-деі-Норманні